# Oshane Ximines
Oshane Ximines (Queens, Nueva York, 7 de diciembre de 1996) es un jugador profesional estadounidense de fútbol americano que se desempeña en la posición de linebacker en New England Patriots, equipo de la National Football League (NFL).

## Carrera
Fue seleccionado en la tercera ronda en la Reunión Anual de Selección de Jugadores de la NFL de 2019. Hizo su debut profesional con el equipo New York Giants, en el cual jugó cinco temporadas (2019-2024), posteriormente pasó a New England Patriots.